# Ікіке
Ікіке (ісп. Iquique, кечуа Iquique, аймар. Ikiñ-iki) — місто і порт в Чилі, столиця регіону Тарапака. Місто знаходиться у вільній економічній зоні, тобто все, що приходить у порт, не оподатковується, якщо це не вивозити за межі району[джерело?].
Населення міста становить 191 тис. жителів (2017).

## Географія
Місто розташоване на півночі Чилі на Панамериканському шосе, на кордоні пустелі Атакама.

### Клімат
Місто знаходиться у зоні, котра характеризується кліматом тропічних пустель. Найтепліший місяць — лютий із середньою температурою 22.2 °C (72 °F). Найхолодніший місяць — липень, із середньою температурою 15 °С (59 °F).
| Клімат Ікіке            | Клімат Ікіке | Клімат Ікіке | Клімат Ікіке | Клімат Ікіке | Клімат Ікіке | Клімат Ікіке | Клімат Ікіке | Клімат Ікіке | Клімат Ікіке | Клімат Ікіке | Клімат Ікіке | Клімат Ікіке | Клімат Ікіке |
| Показник                | Січ.         | Лют.         | Бер.         | Квіт.        | Трав.        | Черв.        | Лип.         | Серп.        | Вер.         | Жовт.        | Лист.        | Груд.        | Рік          |
| Абсолютний максимум, °C | 31           | 31           | 30           | 27           | 26           | 23           | 20           | 20           | 21           | 26           | 24           | 30           | 31           |
| Середній максимум, °C   | 23           | 25           | 23           | 22           | 20           | 17           | 17           | 16           | 17           | 19           | 21           | 22           | 20           |
| Середня температура, °C | 21           | 22           | 21           | 19           | 17           | 16           | 15           | 15           | 16           | 17           | 18           | 20           | 18           |
| Середній мінімум, °C    | 18           | 18           | 18           | 16           | 14           | 13           | 12           | 13           | 13           | 15           | 16           | 17           | 15           |
| Абсолютний мінімум, °C  | 13           | 14           | 12           | 10           | 7            | 6            | 6            | 2            | 5            | 7            | 10           | 12           | 2            |
| Днів з опадами          | 0            | 0            | 1            | 0            | 1            | 0            | 1            | 1            | 1            | 0            | 0            | 0            | 5            |
| Днів з дощем            | 0            | 0            | 1            | 0            | 1            | 0            | 1            | 1            | 1            | 0            | 0            | 0            | 5            |
| ----------------------- | ------------ | ------------ | ------------ | ------------ | ------------ | ------------ | ------------ | ------------ | ------------ | ------------ | ------------ | ------------ | ------------ |
| Джерело: Weatherbase    |              |              |              |              |              |              |              |              |              |              |              |              |              |

## Визначні пам'ятки
Палац Асторека (Palacio Astoreca) побудований в 1904 з орегонської сосни. Його архітектура належить до георгіанського стилю. Ця будівля має 2 поверхи і площу 1400 м². Будинок належав сім'ї Дона Хуана Іхиніо Асторека, власника підприємств з добування селітри. Палац і його кімнати прикрашенні меблями різних стилів. Палац Асторека — архітектурна перлина міста, яка викликає у відвідувачів захоплення величчю минулої епохи.

## Уродженці
- Браян Кортес (*1995) — чилійський футболіст, воротар.

- Енріке Сілва Сімма (1918—2012) — чилійський юрист і державний діяч.

## Галерея

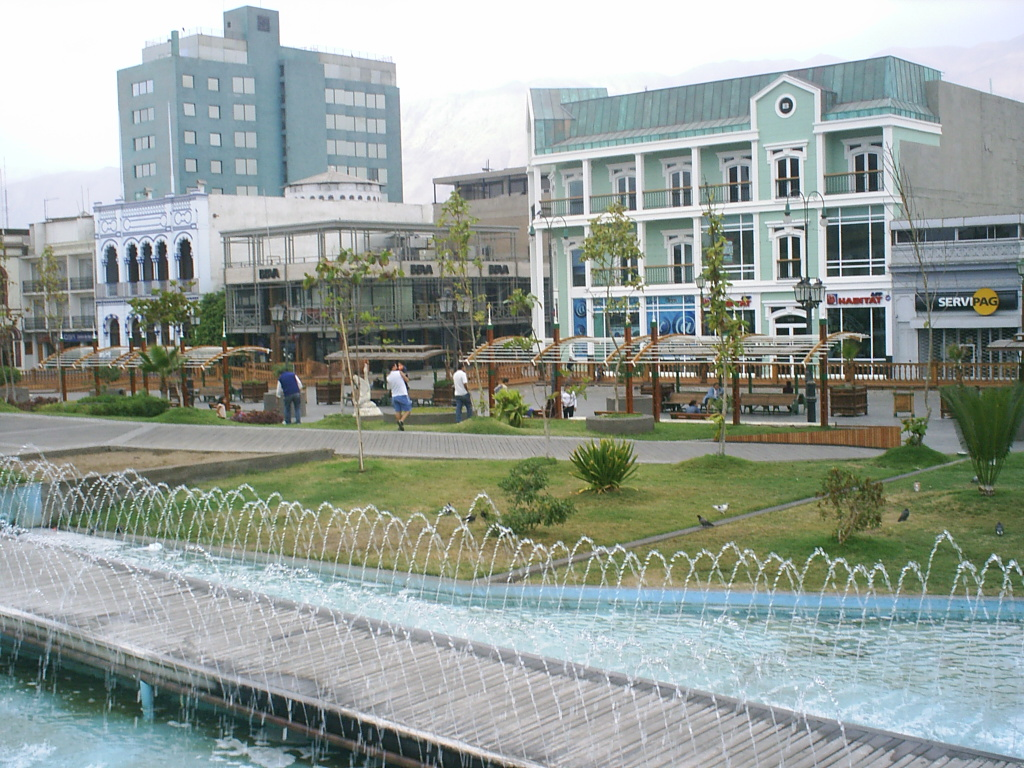
Даунтаун Ікіке
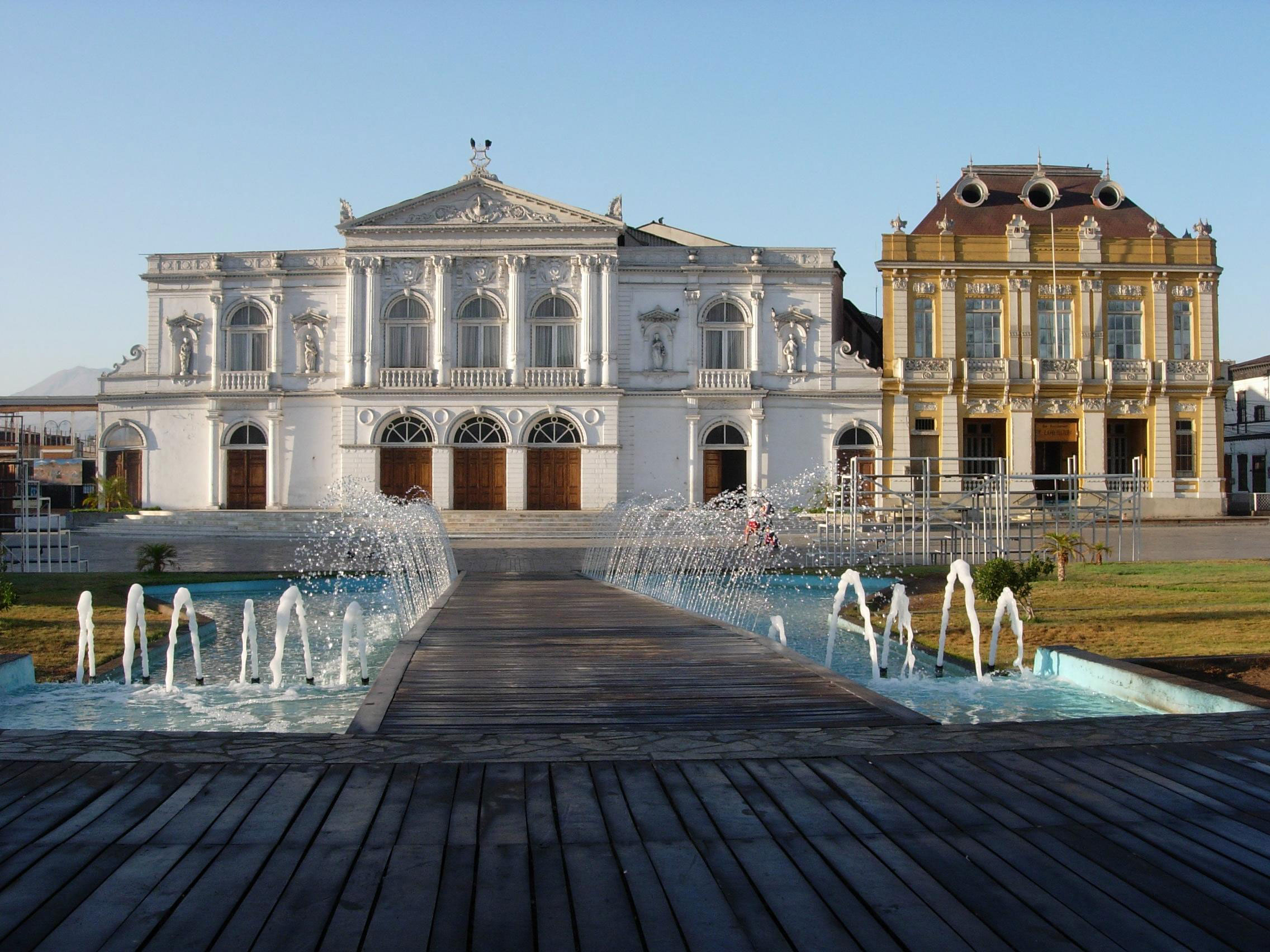
Міський театр Ікіке
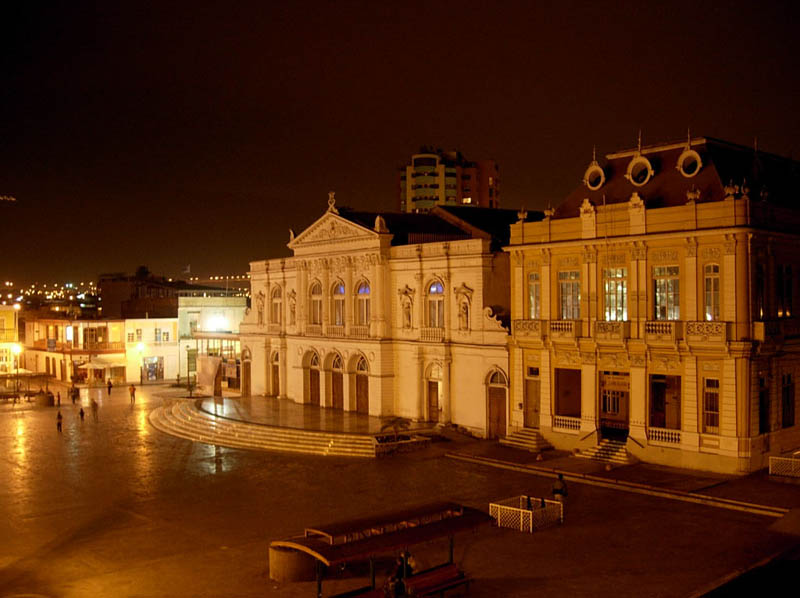
Міський театр вночі
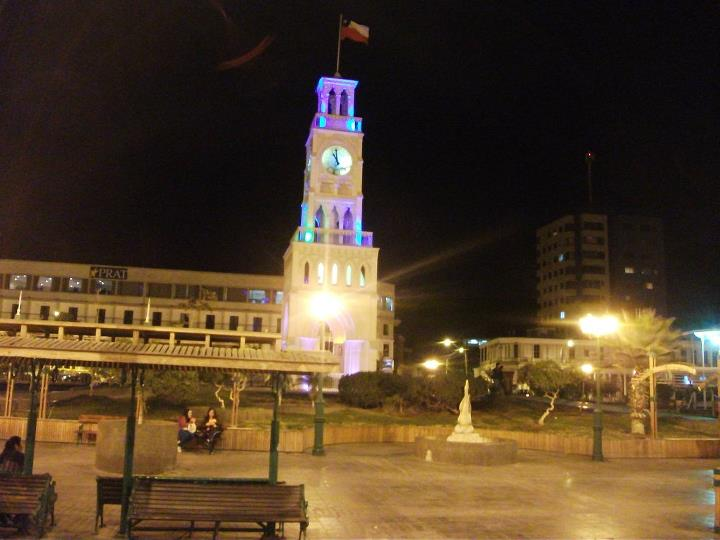
Плаца Прат
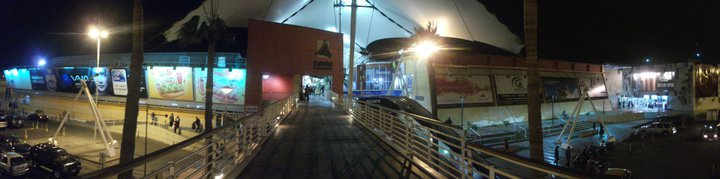
Молл Зофрі вночі
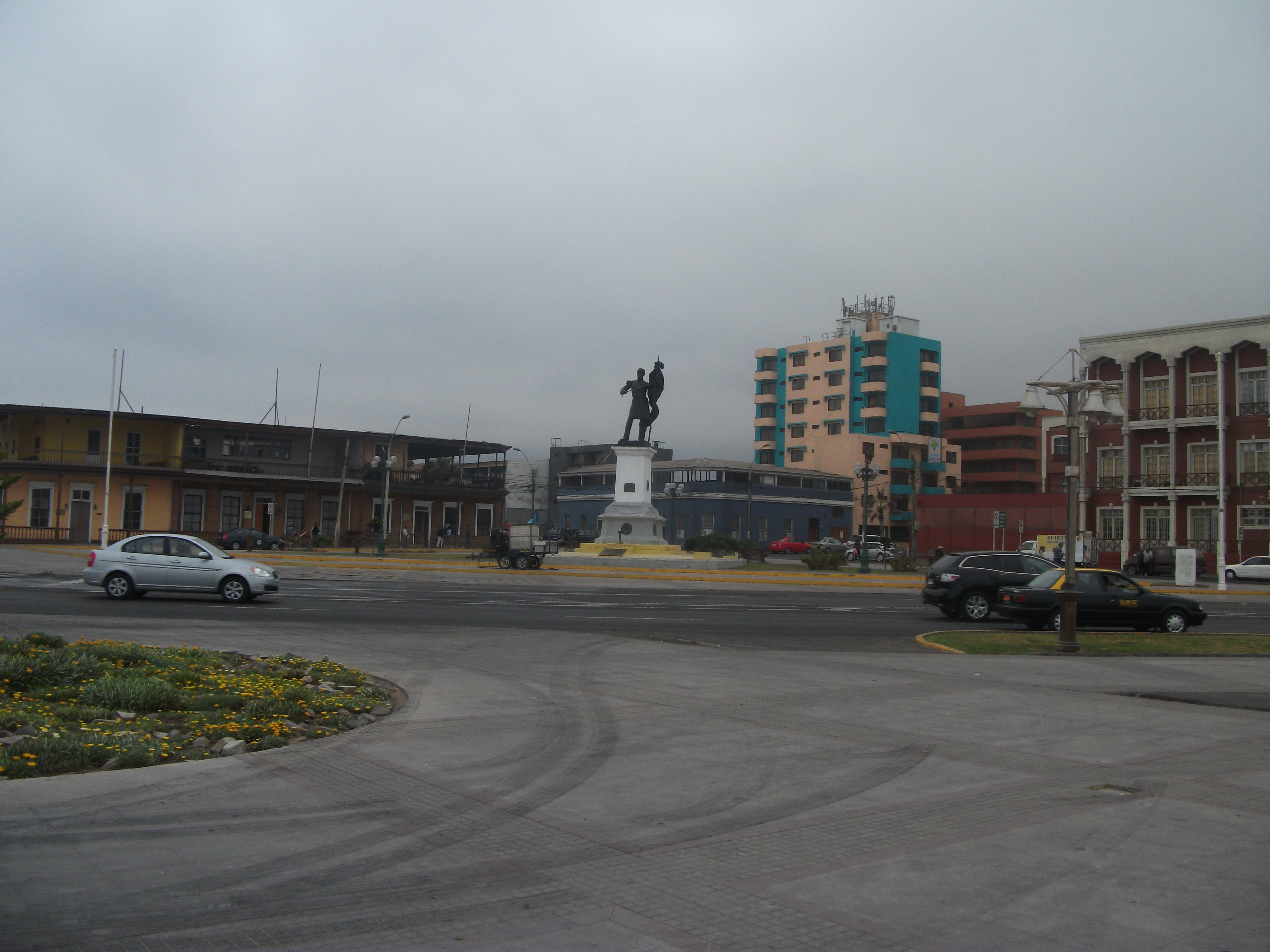
Площа 21-го Травня
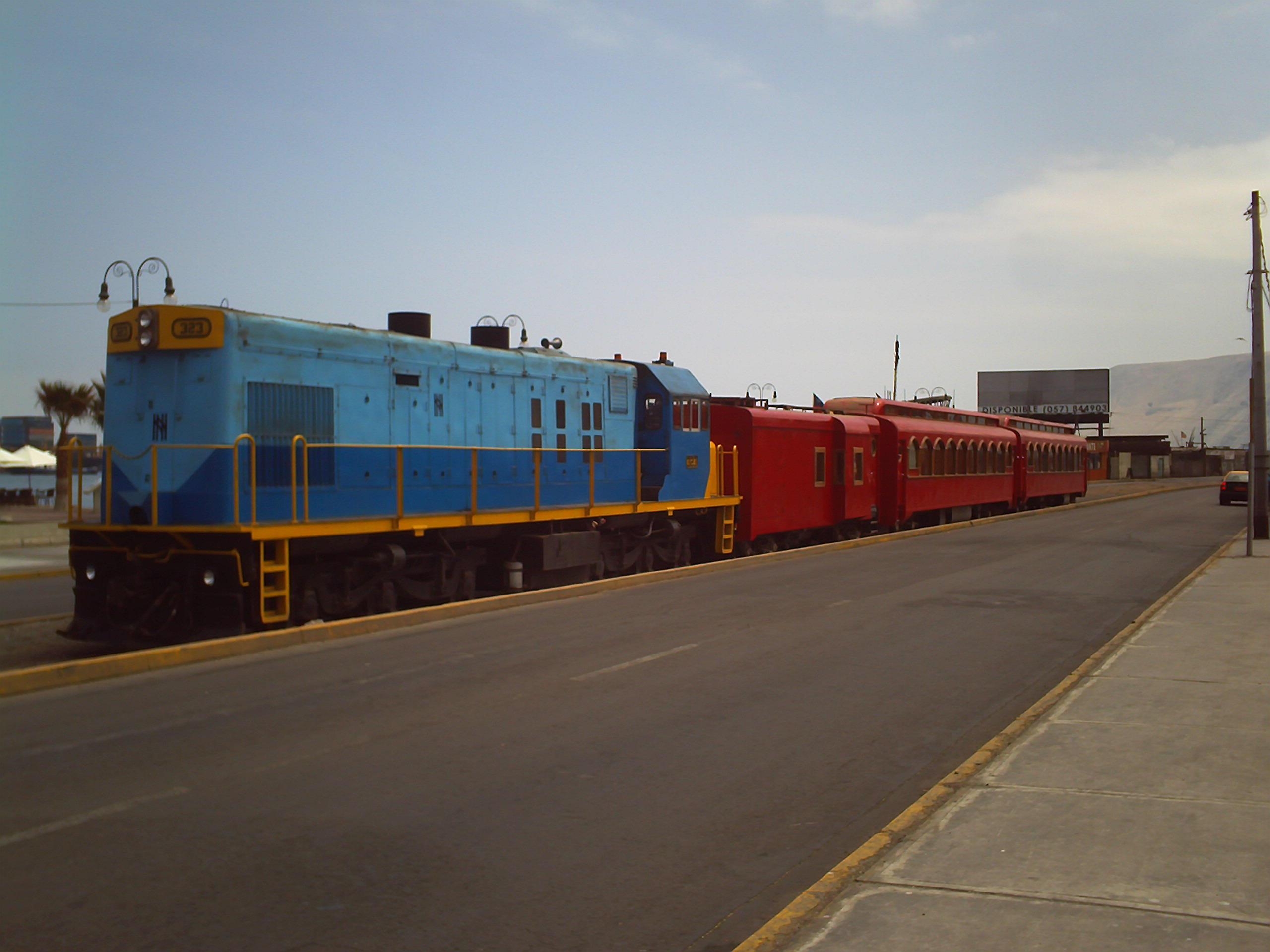
Транс-атакаміський потяг
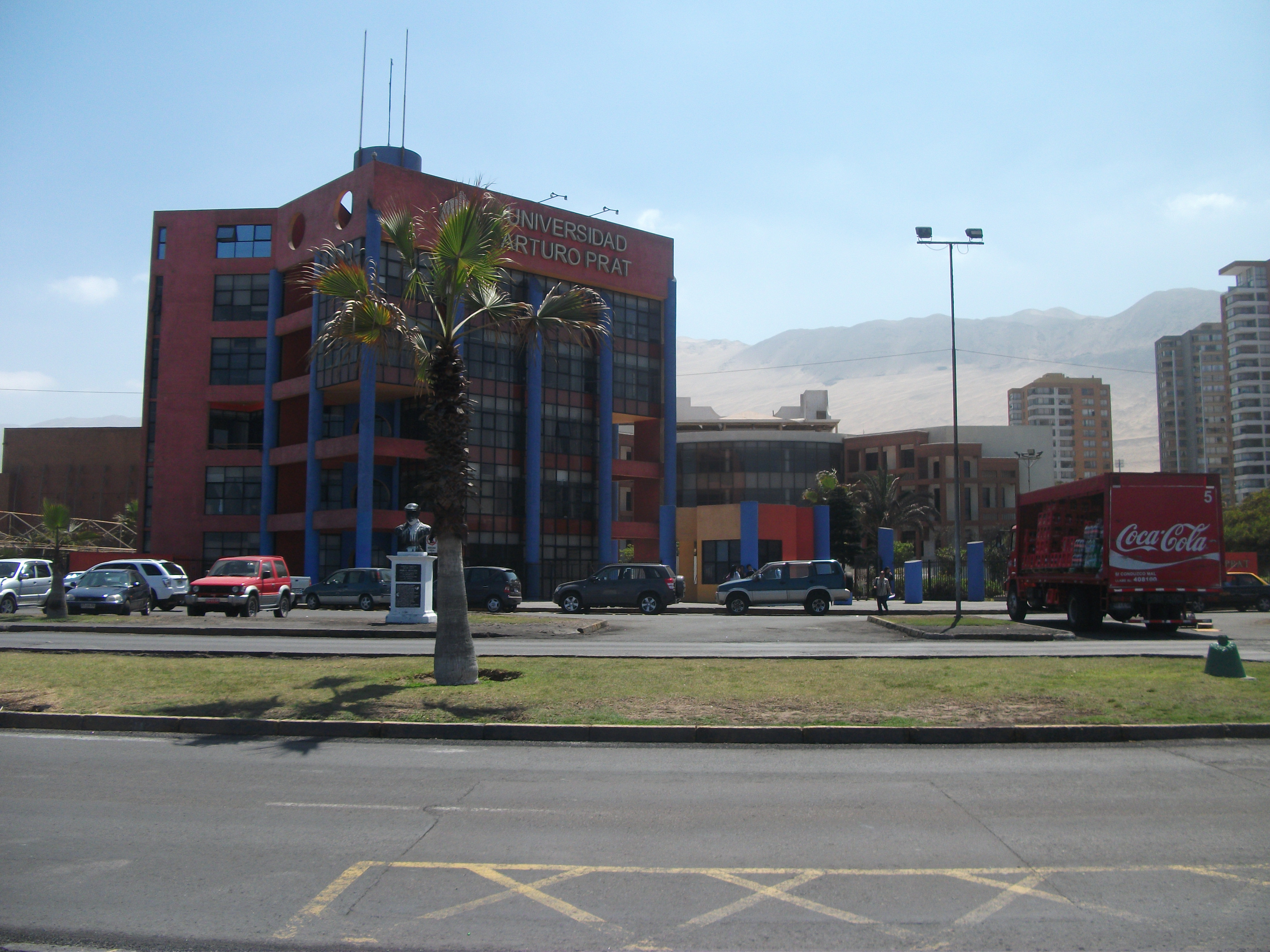
Університет Артуро-Прат (Головний корпус в Чилі)
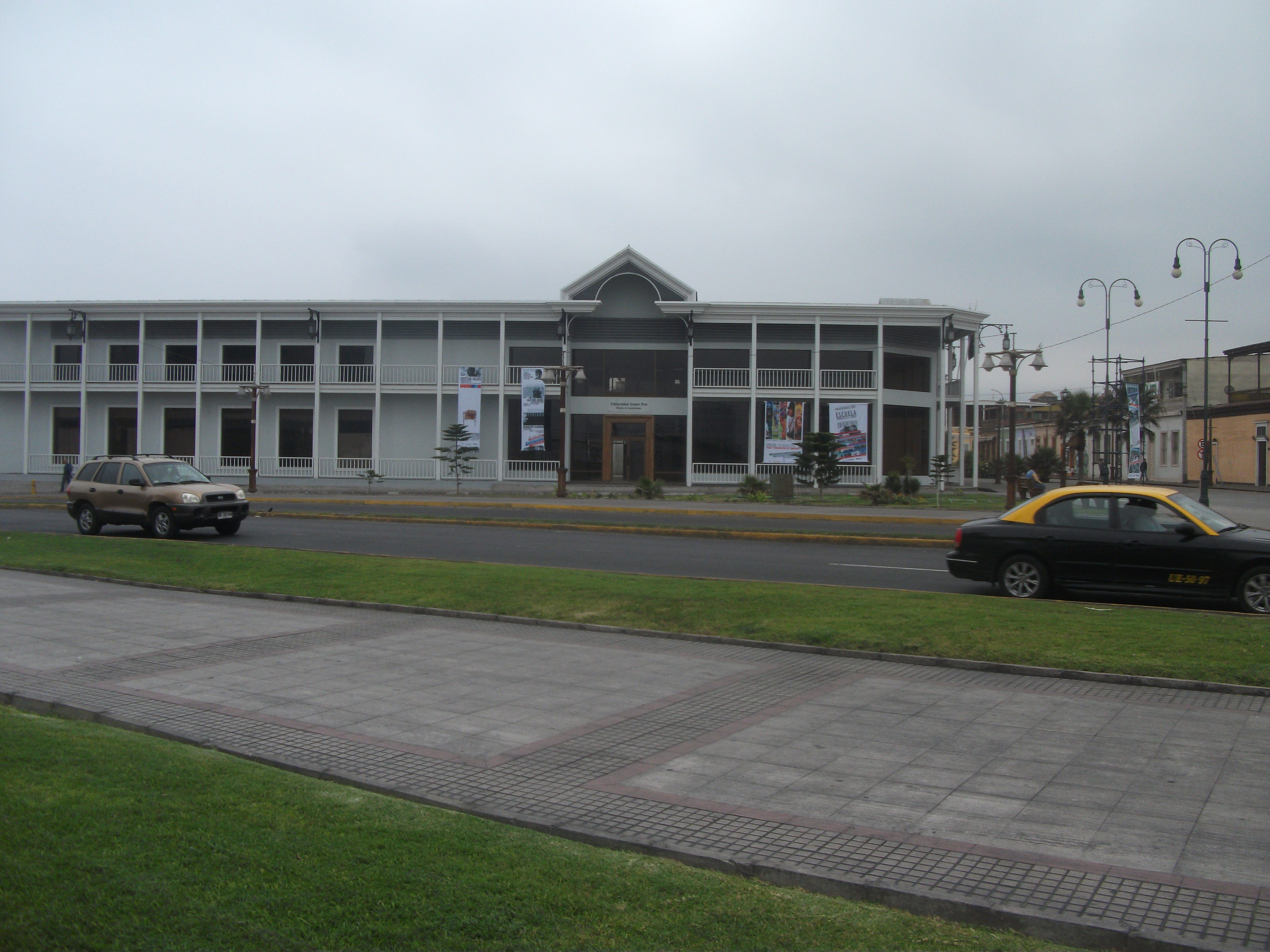
Університет Артуро-Прат, факультет архітектури
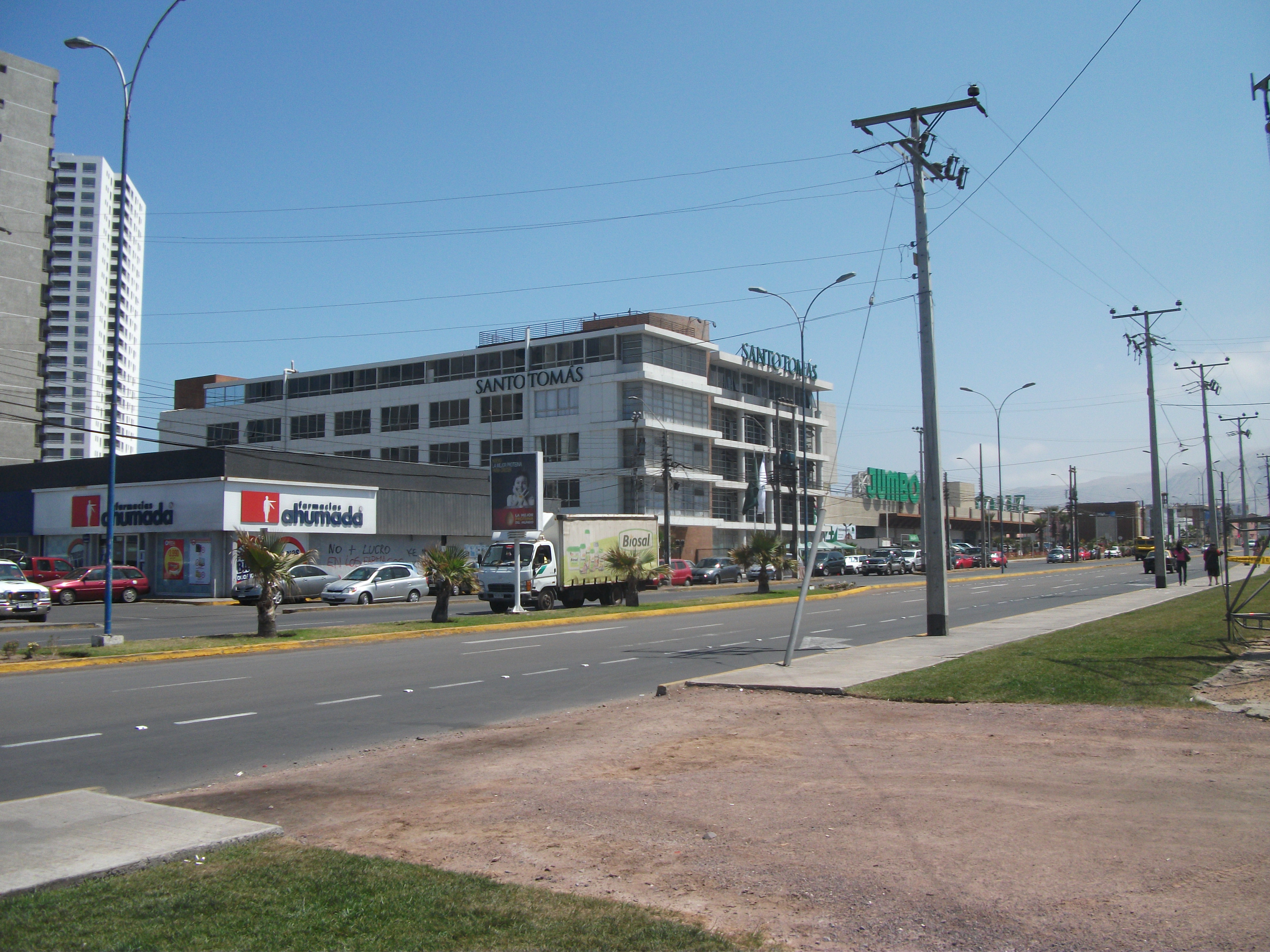
Університет Santo Tomas
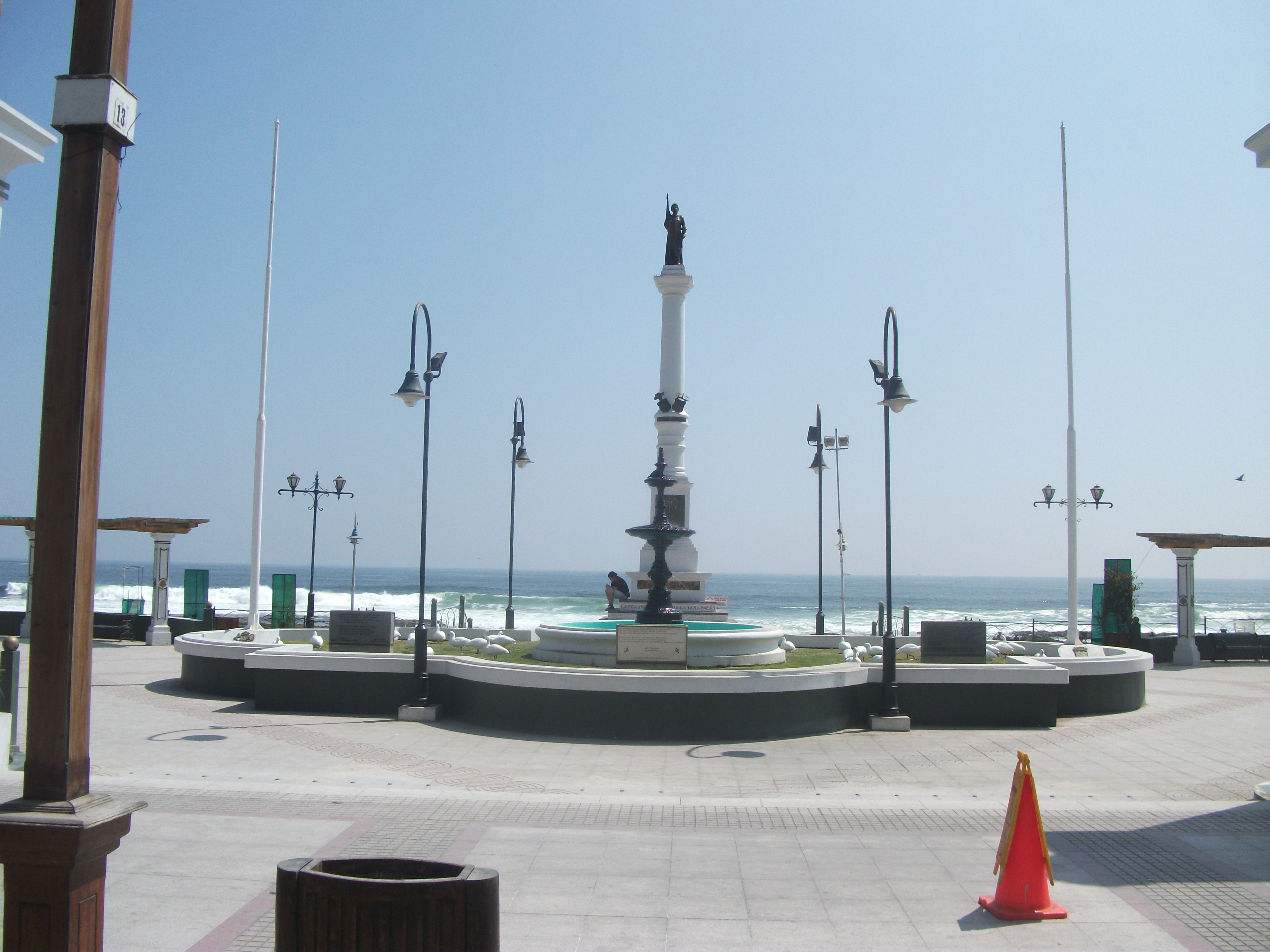
Плаца Слава
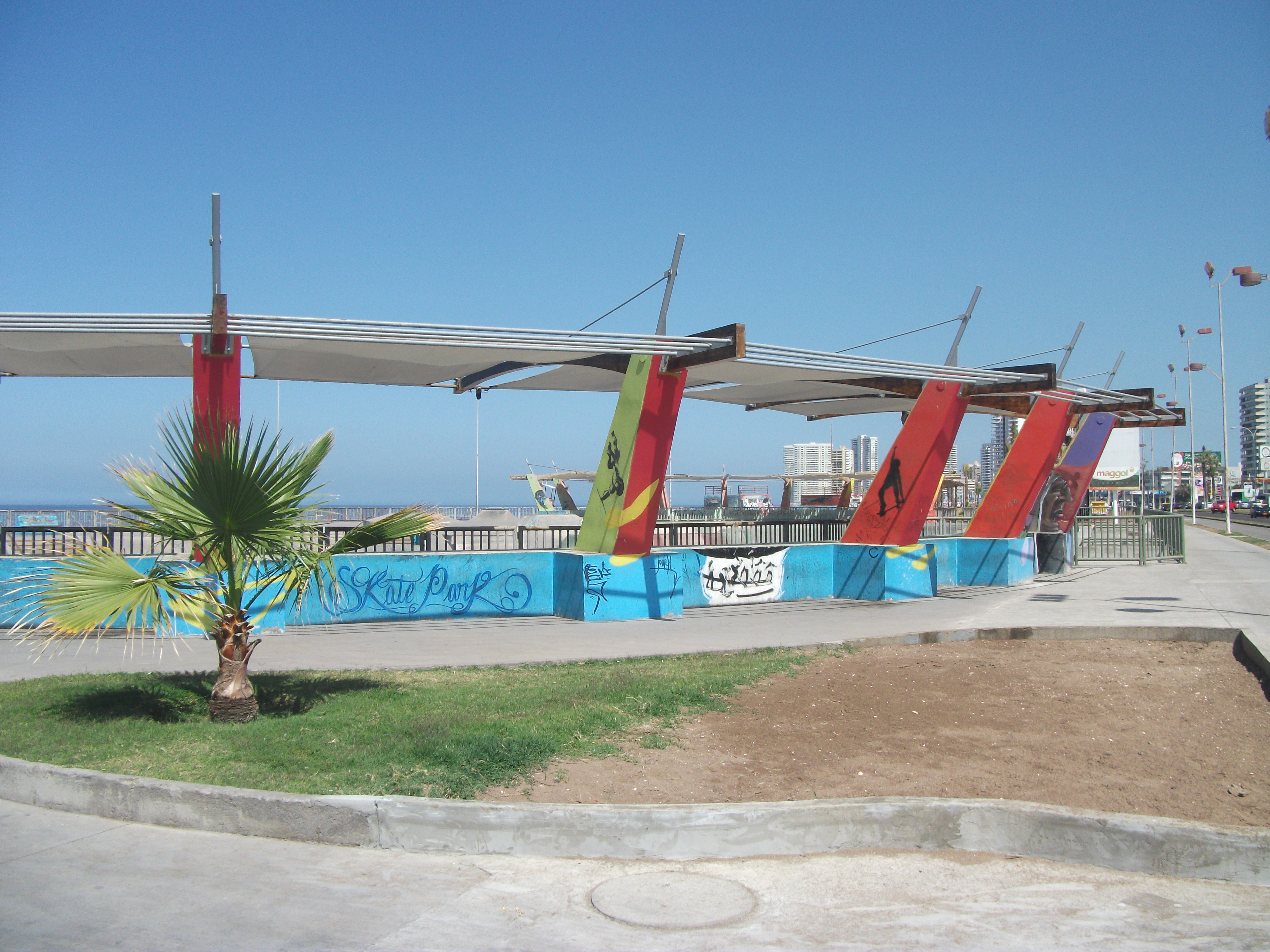
Скейт-парк
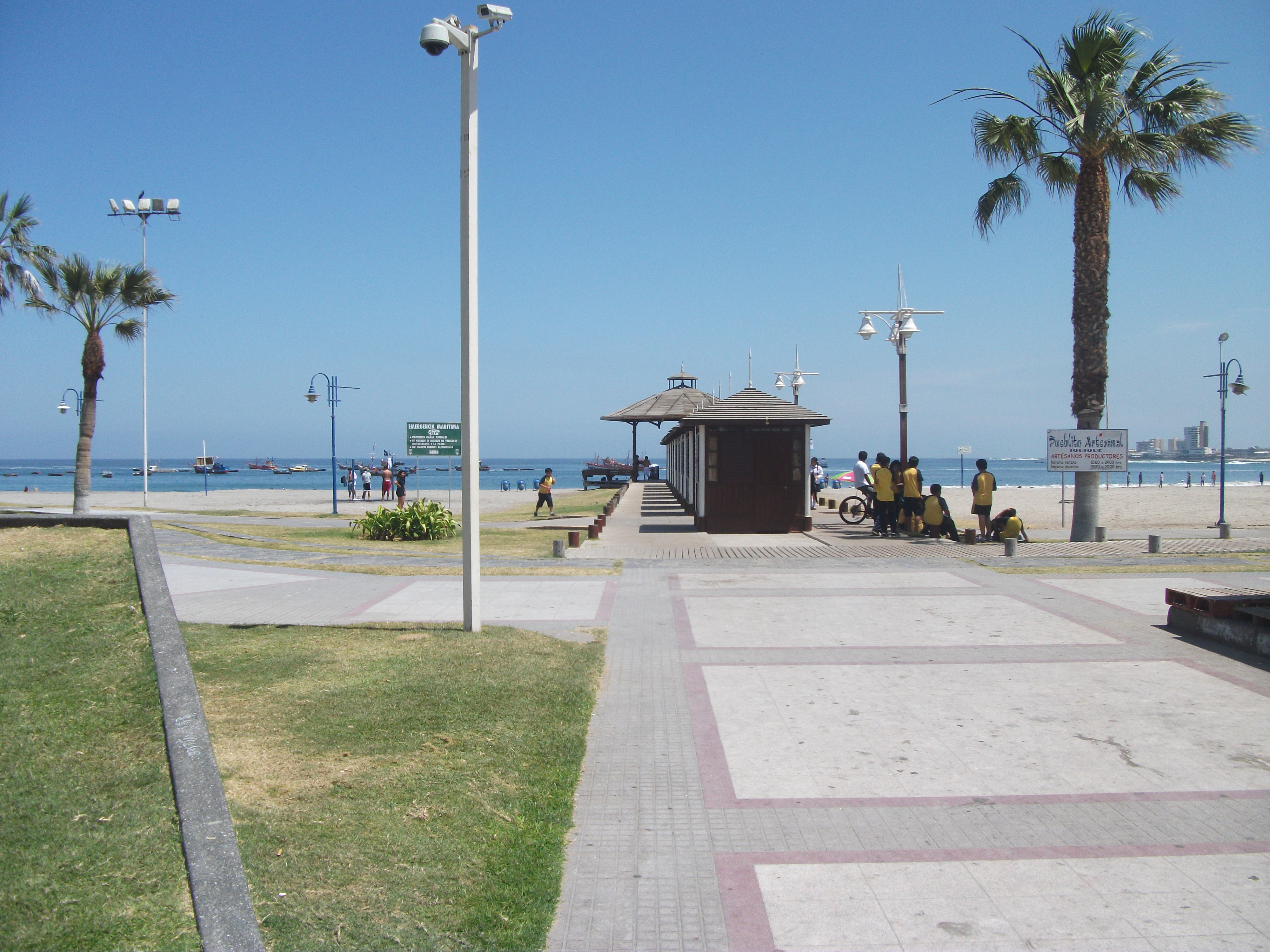
Ринок Каванча
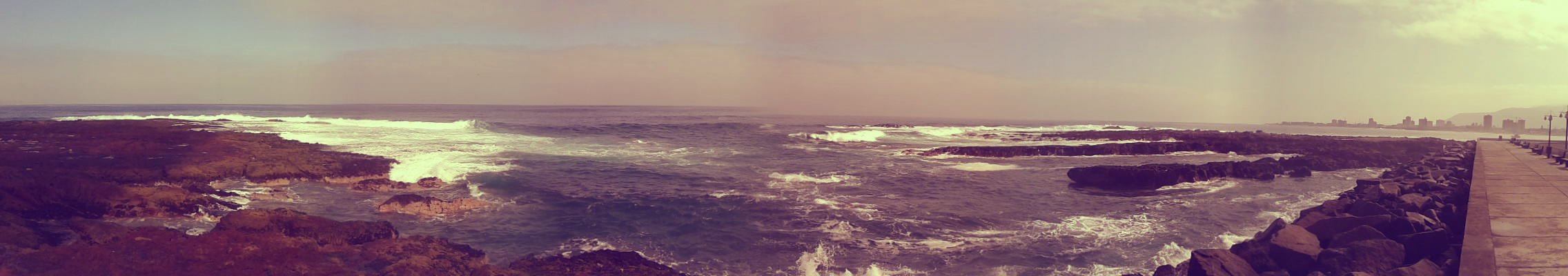
Пляж Каванча в кінці півострова Каванча
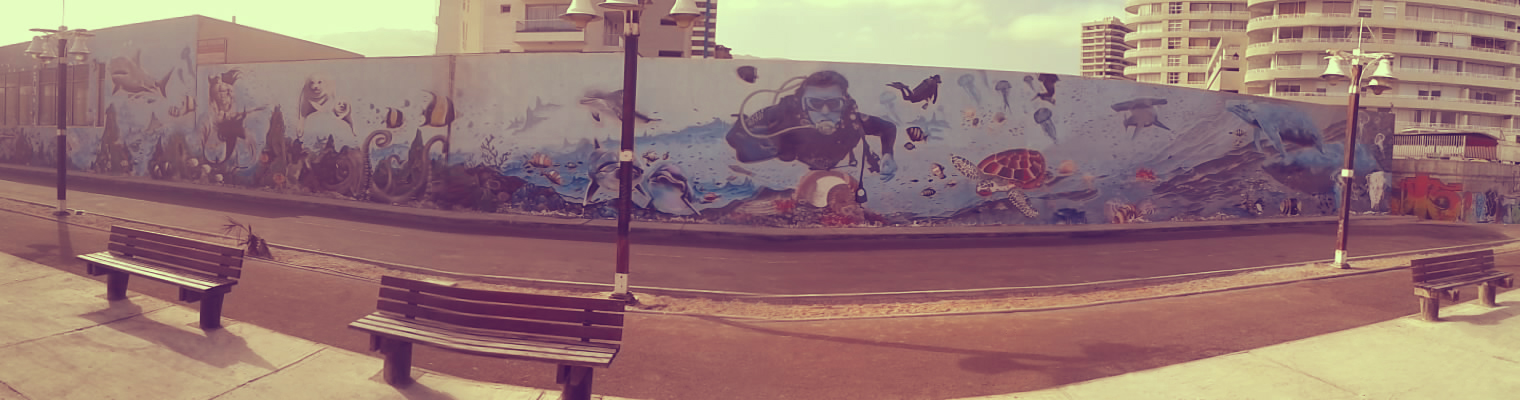
Графіті на підводну тематику на півострові Каванча
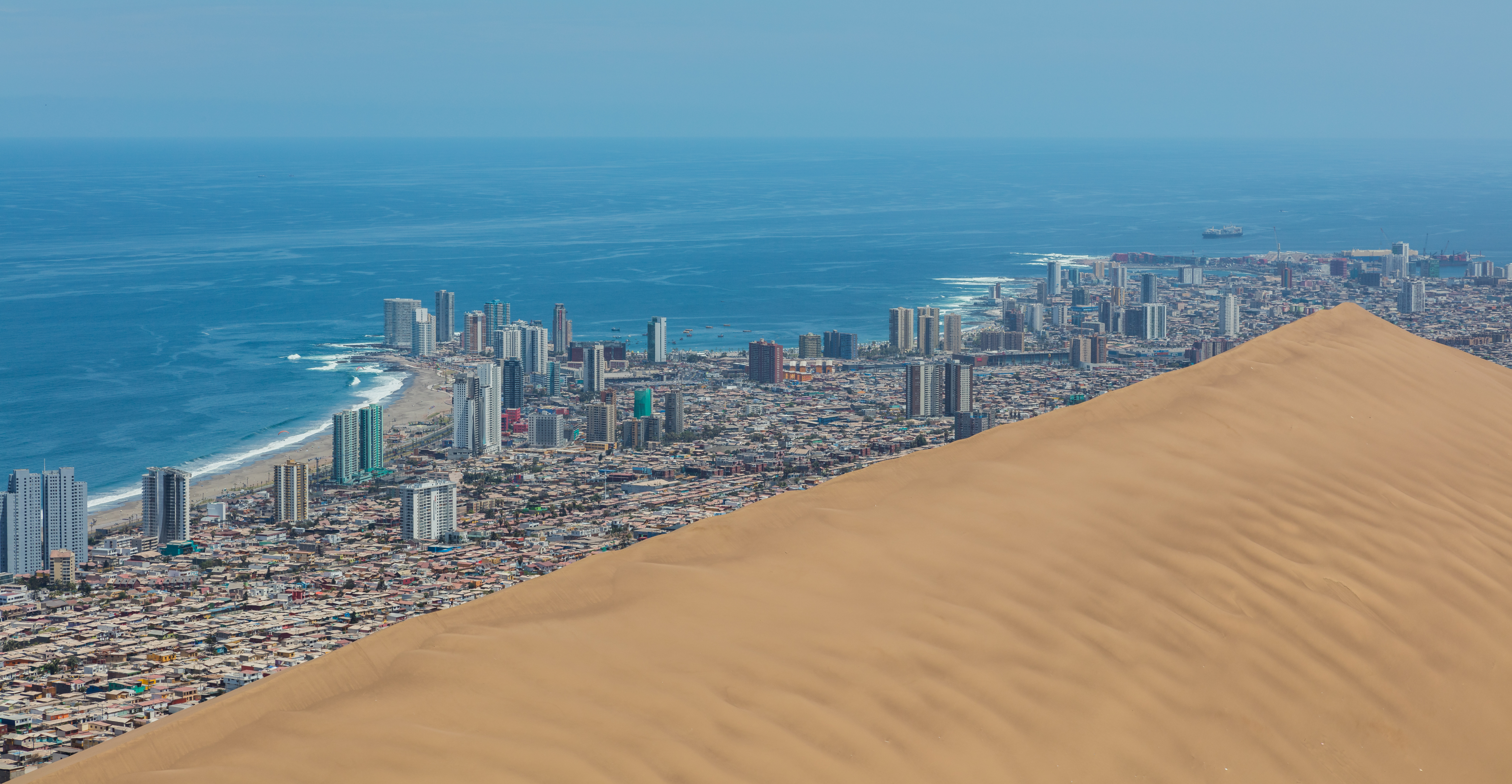
Місто Ікіке з дюни Дракона
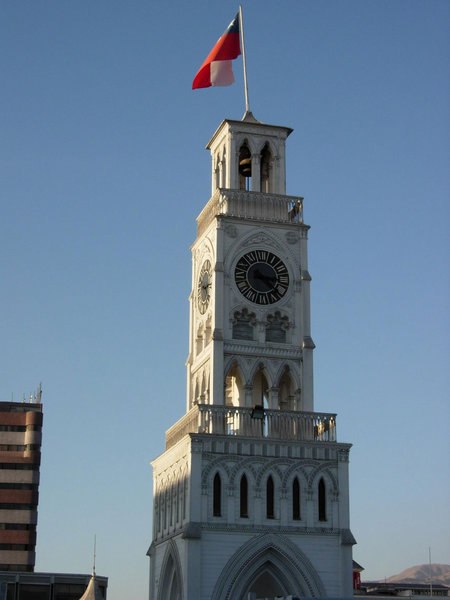
Башта з годинником на площі Артуро Прат